# 스타크래프트 II 승부조작 사건
스타크래프트 II 승부조작 사건( - 勝負操作事件) 은 2010년 스타크래프트 승부조작 사건에 이어 스타크래프트 II에서도 선수에 의한 승부조작이 밝혀지며 파문이 일어난 사건이다. 2015년 10월 19일, 대한민국 검찰 창원지검 특수부는 스타크래프트 II 승부조작을 한 혐의로 프로게이머, 게임단 감독 등 12명을 기소하고 이 중 9명을 구속 기소하였다고 밝혔다. 현재까지 밝혀진 피의자는 프로게임단 프라임의 감독 박외식, 소속 프로게이머 최병현, 최종혁, 기타 브로커, 조폭, 전직 e스포츠 기자 성준모 등으로 확인되었다. 한국e스포츠협회 사무총장 조만수는 10월 19일 발표에서, 박외식 감독, 최병헌 선수를 협회로부터 영구제명, 영구자격정지 조치를 취하겠다고 밝혔다. 검찰은 SK텔레콤 스타크래프트 II 프로리그 2015, 2015 GSL 시즌 1 등 2015년 1 ~ 6월 사이 열린 대회에서 5건의 승부조작을 확인하였다고 밝혔다.
이후 이듬해인 2016년에는 프로게이머 이승현이 구속 기소되고, 정우용도 불구속 기소되어 승부조작에 가담 선수가 추가로 있다는 사실이 밝혀졌다. 이외에도 브로커 등 7명을 구속하고, 1명을 불구속 기소했으며, 1명을 지명수배했다.

## 수법
검찰의 발표 자료에 따르면 과거 대한민국 내 스포츠 승부조작 사례가 여러 번 있었으나, 이번 건은 감독과 선수가 함께 가담한 것을 특징으로 꼽고 있다. 조작 브로커는 박외식 감독을 통해 게임단 후원을 해주겠다는 명목으로 운영비를 지원하며 감독을 회유하고 조작을 제의하고 처음엔 브로커는 감독을 통하여 선수를 매수하다가 성공하고 나서는 선수와 직접 접촉해 조작을 제의하였다.
또한, 브로커는 한 번 조작에 성공한 선수에게는 승부조작 사실을 폭로하겠다고 위협하면서 대가를 지급하지 않고 조작을 시킨 경기도 있었다.
브로커는 여러 차례에 걸쳐 다른 선수나 선수 지인의 SNS를 통하여 무차별적으로 승부조작을 제의하였으며 선수들은 실제로 제의를 거절하였고 그 과정에서 브로커가 조직폭력배 전주로부터 작업비를 받아낸 것으로 조사 결과 밝혀졌다.
검찰은 2015년 8월 경 승부조작 의심이 있다는 제보를 바탕으로 조직폭력배 전주 한명을 체포하면서 수사를 시작하였고 이어 9월과 10월에 걸쳐 관련 가담자들을 구속 기소하였다.
이듬해인 2016년에도 관련 가담자들이 추가로 기소되었다.

### 조작 경기
가담 선수는 굵은 글씨로 표기. 연도는 모두 2015년.
- 1월 20일 SK텔레콤 스타크래프트 II 프로리그 2015 최종혁 대 이영호
- 2월 13일 2015 글로벌 스타크래프트 II 리그 시즌 1 코드S 16강 최병현 대 전태양
- 4월 1일 2015 스베누 글로벌 스타크래프트 II 리그 시즌 2 코드A 48강 최병현 대 박수호
- 5월 13일 2015 스베누 글로벌 스타크래프트 II 리그 시즌 2 코드S 32강 F조 최병현, 정우용, 강동현, 이승현
- 6월 9일 SK텔레콤 스타크래프트 II 프로리그 2015 최병현 대 송현덕[9]

## 후속 대처
한국e스포츠협회 사무총장 조만수는 박외식 감독, 최병헌 선수, 최종혁 선수를 협회로부터 영구제명, 영구자격정지 조치를 취하겠다고 밝혔고 이어서 승부조작 관련자들의 개인 인터넷 TV 플랫폼에서 방영하는 것을 중지해달라고 요청하겠다고 하였다. 실제로 아프리카TV와 다음 TV팟, 트위치TV, 아주부에서는 협회의 요청을 받아들여 중지 의사가 있음을 밝혔다.

## 각계 반응
스타크래프트 II 前 프로게이머 장민철은 커뮤니티 게시판을 통해 자신을 최병현 선수와 막역한 사이임을 소개하며 친동생으로 생각하고 지냈던 최병현이 (e스포츠계를) 배반한 것이 마음 아프다면서 이어 진정한 게이머는 승리해서 돈을 벌어야 한다고 비난하였으며, 그 밖에 이정훈 선수, 이형섭 감독, 안준영 해설자, 김태형 해설자 등 여러 관계자가 SNS나 커뮤니티 글을 통해 실망감을 표현하였다.
리그 오브 레전드 게임단 스베누 코리아 위대윤 코치는 페이스북 페이지를 통해 "승부조작 사건으로 e스포츠 업계 전반에 큰 심려를 끼쳐드린 점 진심으로 죄송스럽다. 또한 스베누 LoL팀을 응원해주시는 국내외 팬들에게도 걱정을 끼쳐드리게 되어 정말 죄송하다"며 사과하였다. 후원사 스베누 황효진 대표도 승부조작과 상관 없이 지속적으로 후원할 의사가 있음을 밝혔다.

## 재판 및 판결
법원은 이 사건에 가담한 감독, 프로게이머, 전주와 브로커 등 피고인 모두 징역 10개월~2년에 집행유예 3년 형을 선고했으며, 몇몇 피고인들에게는 벌금과 추징금도 별도로 선고하였다. 이후 일부 피고인들은 형량에 불복해 항소했으나, 항소심에서도 형량이 그대로 유지되었다.

## 영향
한국e스포츠협회는 프라임에 소속되어있던 리그 오브 레전드 팀 스베누 코리아는 협회에서 위탁 운영할 것이라고 밝혔다. 비디오 게임 전문 웹진 인벤은 이 사건의 영향으로 사건 최초 보도일 기준 22일 이후 발매되는 스타크래프트 II: 공허의 유산의 흥행에 차질이 우려된다는 분석 기사를 내놓았다.
또한 이 사건의 영향으로 스타크래프트 프로리그가 폐지되었으며, 진에어 그린윙스를 제외한 스타크래프트 팀이 전부 해체되었다.

## 같이 보기
- 스타크래프트 승부조작 사건